# 二氯二氟乙烷
二氯二氟乙烷共有以下异构体：
- 1,2-二氯-1,2-二氟乙烷（R-132）
- 1,1-二氯-2,2-二氟乙烷（R-132a）
- 1,2-二氯-1,1-二氟乙烷（R-132b）
- 1,1-二氯-1,2-二氟乙烷（R-132c）

|  | 这个同类索引页列出了具有相同或相似标题的化学条目。 除非您是有意链接至本页，否则应将相应条目的内部链接指向正确的条目。 |